# Wilk iberyjski
Wilk iberyjski (Canis lupus signatus) – podgatunek wilka szarego, drapieżnego ssaka z rodziny psowatych (Canidae), zamieszkujący Półwysep Iberyjski.

## Występowanie
Wilk ten zamieszkuje północno-zachodnią część Hiszpanii, północno-wschodnią część Portugalii oraz obszary w okolicy Sierra Morena w Hiszpanii.

## Cechy
Są średniej wielkości i zbudowane szczuplej niż wilki eurazjatyckie. Samce mogą ważyć nawet 40 kilogramów, a samice – 32 kilogramy. Ich kolor sierści różni się w zależności od pór roku: w cieplejszych miesiącach ma jasnoszarą barwę, zimą – ciemnobrązową, a czasem nawet czerwonawą. Ma białe plamy na górnej wardze i ciemne na przednich nogach, i ogonie.

## Odżywianie
Dieta wilka iberyjskiego różni się w zależności od miejsca pobytu. Wilki w Kantabrii żywią się jeleniami, sarnami i dzikami, a wilki w Galicji, z braku innego pożywienia, są zmuszone do wykradania z gospodarstw kurczaków i świń. Wilki z Kastylii żerują głównie na króliki.

## Stada
Podobnie jak w większości stad wilków szarych, na czele stada wilków iberyjskich stoi para alfa. Okres godowy wilki mają pod koniec zimy. W miocie jest zwykle 5 lub 6 szczeniąt, które są pod opieką samicy do jesieni. Muszą być chronione przed puchaczami oraz orłami przez pierwszych kilka tygodni.

## Ochrona
Wilk Iberyjski kiedyś zamieszkiwał zdecydowana większość Półwyspu Iberyjskiego, jednak w latach 1950 i 1960 wilki w Hiszpanii zostały oficjalnie uznane za szkodniki. Ich liczba spadła do zaledwie 400–500 sztuk i podgatunek ten został zaklasyfikowany jako zagrożony.
Polowanie na wilki zostało zakazane w Hiszpanii i Portugalii. Szacuje się, że wilków iberyjskich jest około 2000 w Hiszpanii i 400 w Portugalii.